# Božidar Jezernik
Božidar Jezernik (ur. 9 października 1951 w Novo mesto) – słoweński etnolog i antropolog. 

## Życiorys
W 1978 ukończył prawo, w 1982 etnologię na Uniwersytecie Lublańskim. Od 1983 pracował na macierzystej uczelni, tam w 1987 obronił pracę doktorską poświęconą życiu w niemieckich obozach koncentracyjnych. W 1988 mianowany docentem, w 1994 profesorem nadzwyczajnym, w 1999 profesorem zwyczajnym. W latach 1988-1992 i 1998-2003 kierował Katedrą Etnologii i Antropologii Kulturowej, w latach 2003-2007 był dziekanem Wydziału Sztuk (Filozofska fakulteta).
W Polsce ukazały się jego książki Dzika Europa. Bałkany w oczach zachodnich podróżników (2004, wyd. pol. 2007; Wydawnictwo Universitas), esej Kawa (wyd. pol. tłum. Joanna Pomorska 2011 Wydawnictwo Czarne), Naga wyspa. Gułag Tity (wyd. polskie tłum. Joanna Pomorska i Joanna Sławińskąa 2013, wyd. Czarne) i Jugosławia, kraina marzeń (wyd. polskie 2023, wyd. Universitas). 

## Wybrane prace
- Jezernik B. (1983). Boj za obstanek: o življenju Slovencev v italijanskih koncentracijskih taboriščih Gonars, Monigo, Padova, Rab, Renicci in Visco v letih 1942/43. Ljubljana: Borec.
- Jezernik B. (1993). Spol in spolnost in extremis. antropološka študija o nemških koncentracijskih taboriščih Dachau, Buchenwald, Mauthausen, Ravensbrück, Auschwitz 1933-1945. Ljubljana: Društvo za preučevanje zgodovine, literature in antropologije.
- Jezernik B. (1999). Struggle for survival: Italian concentration camps for Slovenes during the Second World War. Ljubljana: Društvo za preučevanje zgodovine, literature in antropologije.
- Jezernik B. (red.) (1999). Urban symbolism and rituals: proceedings of the international symposium organised by the IUAES Commission on Urban Anthropology, Ljubljana, June 23-25, 1997. Ljubljana: Filozofska fakulteta, Oddelek za etnologijo in kulturno antropologijo.
- Jezernik B. (red.) (2002). Besede terorja: medijska podoba terorja in nasilja. Ljubljana: Filozofska fakulteta, Oddelek za etnologijo in kulturno antropologijo.
- Jezernik B. (2003). Wild Europe: the Balkans in the gaze of Western travellers. Saqi Books. Polskie wydanie: Jezernik B. (2007). Dzika Europa. Bałkany w oczach zachodnich podróżników. Kraków: Universitas.